# Tấn công phản kích
Tấn công phản kích (hay Phản công) là hành động trả đũa quân sự sau khi một lực lượng quân sự bị tấn công hoặc một quốc gia bị tấn công từ một quốc gia khác.
Tấn công phản kích gồm 3 cấp độ: chiến thuật (phản công), hoạt động chiến dịch (chiến dịch phản công), chiến lược (chiến tranh phản công). Ở cấp độ chiến thuật, trong một trận đánh, "phản công" là hành động tấn công của quân bị động hoặc quân phòng ngự ngay tức thì sau khi họ chặn đứng thành công một cuộc tấn công, nhưng ở cấp độ chiến lược, một cuộc "tấn công phản kích" thường khởi động sau khi họ bị tấn công và quân thù đã rời đi. Đây là mức độ cao nhất của phản công, sau khi một đạo quân hay một quốc gia bị tấn công dù là một sự kiện nhỏ sẽ dẫn đến một phản ứng toàn diện, một cuộc trả đũa đầy đủ.

## Các cấp độ
Theo quy mô, hoạt động phản công có thể chia thành:
- Phản công chiến lược
- Phản công chiến thuật

## Lịch sử
Một số trường hợp điển hình:
- Trận Trân Châu cảng: diễn ra vào 7 tháng 12 năm 1941, dẫn đến Hoa Kỳ tuyên chiến Nhật Bản và chính thức tham gia Thế Chiến II.
- Chiến tranh Việt-Trung 1979: Trung Quốc cáo buộc Việt Nam tấn công xâm phạm lãnh thổ Trung Quốc và tiến hành xâm lược Campuchia, đã khởi động một cuộc tấn công mà phía Trung Quốc gọi là Chiến tranh đánh trả tự vệ trước Việt Nam (对越自卫还击战 Đối Việt tự vệ hoàn kích chiến).
- Sự kiện 11 tháng 9: sự kiện này dẫn đến "chiến dịch trả đũa" Afghanistan.

## Luật pháp quốc tế
Thuật ngữ "Tấn công phản kích" thường mô tả hành động tự vệ của một quốc gia, trả đũa lực lượng đã tấn công họ. Liên Hợp Quốc công nhận quyền tự vệ, Chương VII, Điều 51 của Hiến chương Liên Hợp Quốc quy định như sau:
Điều 51: Không có điều nào trong Hiến chương hiện hành làm giảm quyền sở hữu tập thể hoặc tự vệ cá nhân nếu một cuộc tấn công vũ trang xảy ra chống lại một thành viên của Liên hợp quốc, cho đến khi Hội đồng Bảo an thực hiện các biện pháp cần thiết để duy trì hòa bình và an ninh quốc tế. Các biện pháp của các thành viên trong việc thực hiện quyền tự vệ này sẽ được báo cáo ngay cho Hội đồng Bảo an và không ảnh hưởng đến quyền hạn và trách nhiệm của Hội đồng Bảo an theo Điều lệ hiện hành bất cứ lúc nào cần thiết để duy trì hoặc khôi phục hòa bình và an ninh quốc tế.